# Anna Opolská

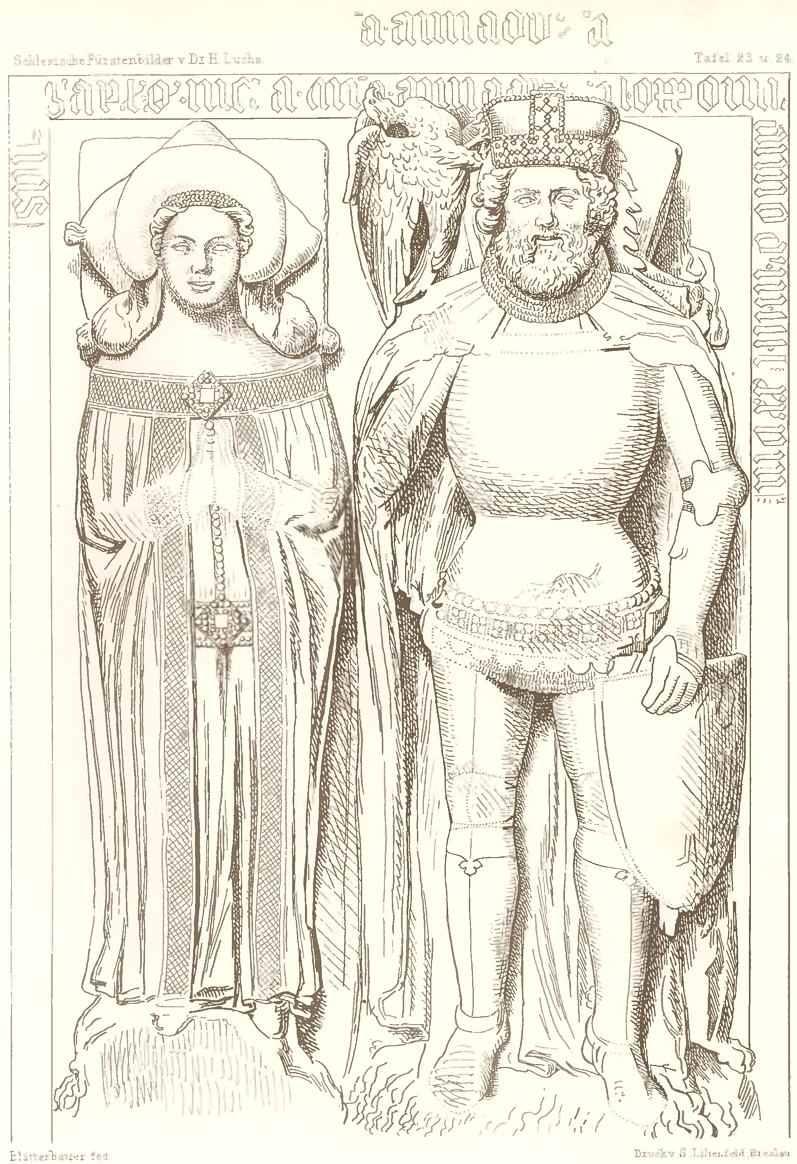
Společný náhrobek Anny a Boleslava v kostele svaté Trojice v Opolí

Anna Opolská († 1378) byla opolská kněžna, manželka Boleslava III. Opolského, pocházející z neznámého rodu.
Se svým manželem Boleslavem III. měla čtyři syny - Jana, Boleslava, Jindřicha a Bernarda. Pohřbená je v kapli sv. Anny ve františkánském klášteru v Opoli.